# Famille Bégon
Pour les articles homonymes, voir Bégon.
La famille Bégon est une famille française éteinte anoblie en 1652, originaire du Blésois.
Alors qu'il s'agissait d'une famille bourgeoise de la ville de Blois, le gain en importance apportée par la cour du roi Louis XII, installé au château de Blois, profite notamment aux Bégon. Suite à des alliances avec des maisons parmi les plus prestigieuses du Blésois, la famille se retrouve propulsée au sommet de l'État et notamment de l'armée avec plusieurs de ses membres qui vont s'engager dans la Marine, à une époque où la France cherche à affirmer sa présence en Amérique du Nord et dans les Antilles.
La famille s'illustra particulièrement avec Michel Bégon (1638–1710) qui a notamment été intendant de l'île de Saint-Domingue, et son fils, Michel Bégon de la Picardière (1667–1747), quant à lui intendant de la Nouvelle-France.
De manière agnatique, les Bégon se sont éteints au milieu du XVIIIe siècle en la personne de l'évêque Scipion-Jérôme Bégon (1681–1753), dernier de son nom. Cependant, puisque la belle-mère du ministre Colbert n'était autre que Marie Bégon, des descendants en ligne féminine existent au sein notamment de la famille de Colbert.

## Histoire

### Origines
La famille Bégon n'apparaît dans l'histoire de Blois qu'au début du XVIe siècle, lors du règne de Louis XII. Un premier Michel Bégon, surnommé l'Ancien (1510–1570), est ainsi mentionné comme riche marchand blésois et bourgeois de la ville.

### Ascension sociale et apogée
Son petit-fils[réf. souhaitée], Michel Ier Bégon (1570–1652), fut successivement conseiller du roi, conseiller au siège présidial de Blois, receveur des tailles du comté et commissaire des guerres en 1633. Il avait épousé en 1602 Marie Belot, issue de deux familles prestigieuses — Belot et de Beauharnais —, avec qui il eut Michel II (1605–1683), également receveur des tailles, et plusieurs filles, parmi lesquelles Marie Bégon.
C'est au milieu du XVIIe siècle que la famille accède à la noblesse : en 1652, Michel II Bégon est remercié de ses services et anobli par lettres patentes de Louis XIV.
Marié à Claude Viart, issue de la famille blésoise de Viart[source insuffisante], Michel II eut plusieurs fils parmi lesquels l'aîné Michel III (1638–1710) qui lui succéda en tant qu'écuyer, le cadet Scipion (1640–1684) qui fut prêtre et docteur en théologie à La Sorbonne, ainsi que le benjamin François (1650–1725), qui suivit ses oncles maternels dans la Marine en tant que commis du trésorier mais se retrouva affecté à Toulon.
La famille s'illustre avec Michel III, plus connu comme Michel Bégon (1638–1710), qui occupa des postes parmi les plus importants de la Marine, en ayant été successivement intendant au port de Rochefort, intendant de la généralité de La Rochelle puis intendant de l'île de Saint-Domingue, dans les Antilles. Marié à Marie-Madeleine Druilhon, il était père de Michel IV (1667–1747), de Scipion-Jérôme (1681–1753) qui fut évêque de Toul, et de Claude-Michel Bégon de la Cour, dit le Chevalier Bégon (1683–1748), qui mourut sans enfants dans l'exercice de ses fonctions en tant que gouverneur de Trois-Rivières, au Québec.
Digne successeur de son père, Michel IV, ou plutôt Michel Bégon de la Picardière (1667–1747), s'engage également dans la Marine en 1686 mais suit d'abord son oncle François à Toulon avant d'être muté deux ans plus à Rochefort. Il est d'abord commissaire puis devient commis du ministre Jérôme Phélypeaux de Pontchartrain. En 1710, il est nommé intendant de la Nouvelle-France, puis intendant du Havre en 1723 et enfin intendant des armées navales en 1746. Bien qu'il ait épousé sa parente Jeanne-Élisabeth de Beauharnais, le couple n'a pas eu de descendance connue.
Michel IV était seigneur de la Picardière, de Saint-Sulpice, de Pommeraye, de Marbelin, de la Sistière, de Sérigny et de Meusnes, entre autres.

### Filiation avec les Bégon de Larouzière
Certains généalogistes ont par erreur tenter de relier les Bégon blésois à la famille de Bégon de Larouzière présente en Auvergne et en Rouergue depuis le XVe siècle.
Par exemple, d'après l'Orléanais Jullien de Courcelles, Michel Bégon et Marie Charron étaient tous deux petits-fils de « Michel [III de] Bégon, seigneur de Villecoulon et de la Rouzière, et de Marie Bélot, dame de la Rouzière », faisant de l'intendant de la Nouvelle-France le cinquième de ce nom. Or, il est aujourd'hui bien admis que les parents de Marie Charron, l'épouse du ministre Jean-Baptiste Colbert, étaient blésois : Guillaume Charron étant seigneur de Menars et Marie Bégon, fille de Michel II, commissaire des guerres sous Louis XIV, facilitant les chances que le ministre croise la jeune Marie à Versailles et ce, sans prendre en compte la probable influence à la Cour des proches des Bégon, notamment les différents ministres Phélypeaux.

## Généalogie simplifiée
|  |  |  |  |  |  |                       |                       |                       |                       |                          |                          |                          |                          |                            |                            |                            |                            |                            |                            |                        |                        |                           |                           |                             |                           |                           |                           |                        |                        |                     |                     |  |  |                      |                      |                      |                      |                      |                      |  |  |             |             |             |             |                     |                     |                     |                     |                         |                         |                         |                         |                                   |                                   |                                   |                                   |                                   |                                   |  |  |  |  |  |  |  |  |
|  |  |  |  |  |  |                       |                       |                       |                       |                          |                          |                          |                          |                            |                            |                            |                            |                            |                            |                        |                        |                           |                           | Michel l'Ancien (1510–1570) |                           |                           |                           |                        |                        |                     |                     |  |  |                      |                      |                      |                      |                      |                      |  |  |             |             |             |             |                     |                     |                     |                     |                         |                         |                         |                         |                                   |                                   |                                   |                                   |                                   |                                   |  |  |  |  |  |  |  |  |
|  |  |  |  |  |  |                       |                       |                       |                       |                          |                          |                          |                          |                            |                            |                            |                            |                            |                            |                        |                        |                           |                           |                             |                           |                           |                           |                        |                        |                     |                     |  |  |                      |                      |                      |                      |                      |                      |  |  |             |             |             |             |                     |                     |                     |                     |                         |                         |                         |                         |                                   |                                   |                                   |                                   |                                   |                                   |  |  |  |  |  |  |  |  |
|  |  |  |  |  |  |                       |                       | famille Belot         | famille Belot         | famille Belot            | famille Belot            | famille Belot            | famille Belot            |                            |                            | famille de Beauharnais     | famille de Beauharnais     | famille de Beauharnais     | famille de Beauharnais     | famille de Beauharnais | famille de Beauharnais |                           |                           | ??? († ???)                 | ??? († ???)               | ??? († ???)               | ??? († ???)               | ??? († ???)            | ??? († ???)            |                     |                     |  |  |                      |                      |                      |                      |                      |                      |  |  |             |             |             |             |                     |                     |                     |                     |                         |                         |                         |                         |                                   |                                   |                                   |                                   |                                   |                                   |  |  |  |  |  |  |  |  |
|  |  |  |  |  |  |                       |                       | famille Belot         | famille Belot         | famille Belot            | famille Belot            | famille Belot            | famille Belot            |                            |                            | famille de Beauharnais     | famille de Beauharnais     | famille de Beauharnais     | famille de Beauharnais     | famille de Beauharnais | famille de Beauharnais |                           |                           | ??? († ???)                 | ??? († ???)               | ??? († ???)               | ??? († ???)               | ??? († ???)            | ??? († ???)            |                     |                     |  |  |                      |                      |                      |                      |                      |                      |  |  |             |             |             |             |                     |                     |                     |                     |                         |                         |                         |                         |                                   |                                   |                                   |                                   |                                   |                                   |  |  |  |  |  |  |  |  |
|  |  |  |  |  |  |                       |                       |                       |                       |                          |                          |                          |                          |                            |                            |                            |                            |                            |                            |                        |                        |                           |                           |                             |                           |                           |                           |                        |                        |                     |                     |  |  |                      |                      |                      |                      |                      |                      |  |  |             |             |             |             |                     |                     |                     |                     |                         |                         |                         |                         |                                   |                                   |                                   |                                   |                                   |                                   |  |  |  |  |  |  |  |  |
|  |  |  |  |  |  |                       |                       |                       |                       |                          |                          | Marie Bélot (??)         | Marie Bélot (??)         | Marie Bélot (??)           | Marie Bélot (??)           | Marie Bélot (??)           | Marie Bélot (??)           |                            |                            |                        |                        |                           |                           | Michel Ier (1570–1652)      | Michel Ier (1570–1652)    | Michel Ier (1570–1652)    | Michel Ier (1570–1652)    | Michel Ier (1570–1652) | Michel Ier (1570–1652) |                     |                     |  |  | famille Viart        | famille Viart        | famille Viart        | famille Viart        | famille Viart        | famille Viart        |  |  |             |             |             |             |                     |                     |                     |                     |                         |                         |                         |                         |                                   |                                   |                                   |                                   |                                   |                                   |  |  |  |  |  |  |  |  |
|  |  |  |  |  |  |                       |                       |                       |                       |                          |                          | Marie Bélot (??)         | Marie Bélot (??)         | Marie Bélot (??)           | Marie Bélot (??)           | Marie Bélot (??)           | Marie Bélot (??)           |                            |                            |                        |                        |                           |                           | Michel Ier (1570–1652)      | Michel Ier (1570–1652)    | Michel Ier (1570–1652)    | Michel Ier (1570–1652)    | Michel Ier (1570–1652) | Michel Ier (1570–1652) |                     |                     |  |  | famille Viart        | famille Viart        | famille Viart        | famille Viart        | famille Viart        | famille Viart        |  |  |             |             |             |             |                     |                     |                     |                     |                         |                         |                         |                         |                                   |                                   |                                   |                                   |                                   |                                   |  |  |  |  |  |  |  |  |
|  |  |  |  |  |  |                       |                       |                       |                       |                          |                          |                          |                          |                            |                            |                            |                            |                            |                            |                        |                        |                           |                           |                             |                           |                           |                           |                        |                        |                     |                     |  |  |                      |                      |                      |                      |                      |                      |  |  |             |             |             |             |                     |                     |                     |                     |                         |                         |                         |                         |                                   |                                   |                                   |                                   |                                   |                                   |  |  |  |  |  |  |  |  |
|  |  |  |  |  |  |                       |                       |                       |                       | famille Druilhon         | famille Druilhon         | famille Druilhon         | famille Druilhon         | famille Druilhon           | famille Druilhon           |                            |                            | Michel II (1605–1683)      | Michel II (1605–1683)      | Michel II (1605–1683)  | Michel II (1605–1683)  | Michel II (1605–1683)     | Michel II (1605–1683)     |                             |                           |                           |                           |                        |                        |                     |                     |  |  | Claude Viart (???)   | Claude Viart (???)   | Claude Viart (???)   | Claude Viart (???)   | Claude Viart (???)   | Claude Viart (???)   |  |  |             |             |             |             |                     |                     |                     |                     | famille Charron         | famille Charron         | famille Charron         | famille Charron         | famille Charron                   | famille Charron                   |                                   |                                   |                                   |                                   |  |  |  |  |  |  |  |  |
|  |  |  |  |  |  |                       |                       |                       |                       | famille Druilhon         | famille Druilhon         | famille Druilhon         | famille Druilhon         | famille Druilhon           | famille Druilhon           |                            |                            | Michel II (1605–1683)      | Michel II (1605–1683)      | Michel II (1605–1683)  | Michel II (1605–1683)  | Michel II (1605–1683)     | Michel II (1605–1683)     |                             |                           |                           |                           |                        |                        |                     |                     |  |  | Claude Viart (???)   | Claude Viart (???)   | Claude Viart (???)   | Claude Viart (???)   | Claude Viart (???)   | Claude Viart (???)   |  |  |             |             |             |             |                     |                     |                     |                     | famille Charron         | famille Charron         | famille Charron         | famille Charron         | famille Charron                   | famille Charron                   |                                   |                                   |                                   |                                   |  |  |  |  |  |  |  |  |
|  |  |  |  |  |  |                       |                       |                       |                       |                          |                          |                          |                          |                            |                            |                            |                            |                            |                            |                        |                        |                           |                           |                             |                           |                           |                           |                        |                        |                     |                     |  |  |                      |                      |                      |                      |                      |                      |  |  |             |             |             |             |                     |                     |                     |                     |                         |                         |                         |                         |                                   |                                   |                                   |                                   |                                   |                                   |  |  |  |  |  |  |  |  |
|  |  |  |  |  |  |                       |                       |                       |                       |                          |                          |                          |                          |                            |                            |                            |                            |                            |                            |                        |                        |                           |                           |                             |                           |                           |                           |                        |                        |                     |                     |  |  |                      |                      |                      |                      |                      |                      |  |  |             |             |             |             |                     |                     |                     |                     |                         |                         |                         |                         |                                   |                                   |                                   |                                   |                                   |                                   |  |  |  |  |  |  |  |  |
|  |  |  |  |  |  |                       |                       |                       |                       | Marie-Madeleine Druilhon | Marie-Madeleine Druilhon | Marie-Madeleine Druilhon | Marie-Madeleine Druilhon | Marie-Madeleine Druilhon   | Marie-Madeleine Druilhon   |                            |                            | Michel III (1638–1710)     | Michel III (1638–1710)     | Michel III (1638–1710) | Michel III (1638–1710) | Michel III (1638–1710)    | Michel III (1638–1710)    |                             |                           | Scipion (1640–1684)       | Scipion (1640–1684)       | Scipion (1640–1684)    | Scipion (1640–1684)    | Scipion (1640–1684) | Scipion (1640–1684) |  |  | François (1650–1725) | François (1650–1725) | François (1650–1725) | François (1650–1725) | François (1650–1725) | François (1650–1725) |  |  | Marie (???) | Marie (???) | Marie (???) | Marie (???) | Marie (???)         | Marie (???)         |                     |                     | Guillaume Charron (???) | Guillaume Charron (???) | Guillaume Charron (???) | Guillaume Charron (???) | Guillaume Charron (???)           | Guillaume Charron (???)           |                                   |                                   |                                   |                                   |  |  |  |  |  |  |  |  |
|  |  |  |  |  |  |                       |                       |                       |                       | Marie-Madeleine Druilhon | Marie-Madeleine Druilhon | Marie-Madeleine Druilhon | Marie-Madeleine Druilhon | Marie-Madeleine Druilhon   | Marie-Madeleine Druilhon   |                            |                            | Michel III (1638–1710)     | Michel III (1638–1710)     | Michel III (1638–1710) | Michel III (1638–1710) | Michel III (1638–1710)    | Michel III (1638–1710)    |                             |                           | Scipion (1640–1684)       | Scipion (1640–1684)       | Scipion (1640–1684)    | Scipion (1640–1684)    | Scipion (1640–1684) | Scipion (1640–1684) |  |  | François (1650–1725) | François (1650–1725) | François (1650–1725) | François (1650–1725) | François (1650–1725) | François (1650–1725) |  |  | Marie (???) | Marie (???) | Marie (???) | Marie (???) | Marie (???)         | Marie (???)         |                     |                     | Guillaume Charron (???) | Guillaume Charron (???) | Guillaume Charron (???) | Guillaume Charron (???) | Guillaume Charron (???)           | Guillaume Charron (???)           |                                   |                                   |                                   |                                   |  |  |  |  |  |  |  |  |
|  |  |  |  |  |  |                       |                       |                       |                       |                          |                          |                          |                          |                            |                            |                            |                            |                            |                            |                        |                        |                           |                           |                             |                           |                           |                           |                        |                        |                     |                     |  |  |                      |                      |                      |                      |                      |                      |  |  |             |             |             |             |                     |                     |                     |                     |                         |                         |                         |                         |                                   |                                   |                                   |                                   |                                   |                                   |  |  |  |  |  |  |  |  |
|  |  |  |  |  |  |                       |                       |                       |                       |                          |                          |                          |                          |                            |                            |                            |                            |                            |                            |                        |                        |                           |                           |                             |                           |                           |                           |                        |                        |                     |                     |  |  |                      |                      |                      |                      |                      |                      |  |  |             |             |             |             |                     |                     |                     |                     |                         |                         |                         |                         |                                   |                                   |                                   |                                   |                                   |                                   |  |  |  |  |  |  |  |  |
|  |  |  |  |  |  | Michel IV (1667–1747) | Michel IV (1667–1747) | Michel IV (1667–1747) | Michel IV (1667–1747) | Michel IV (1667–1747)    | Michel IV (1667–1747)    |                          |                          | Scipion-Jérôme (1681–1753) | Scipion-Jérôme (1681–1753) | Scipion-Jérôme (1681–1753) | Scipion-Jérôme (1681–1753) | Scipion-Jérôme (1681–1753) | Scipion-Jérôme (1681–1753) |                        |                        | Claude-Michel (1683–1748) | Claude-Michel (1683–1748) | Claude-Michel (1683–1748)   | Claude-Michel (1683–1748) | Claude-Michel (1683–1748) | Claude-Michel (1683–1748) |                        |                        |                     |                     |  |  |                      |                      |                      |                      |                      |                      |  |  |             |             |             |             | Marie Charron (???) | Marie Charron (???) | Marie Charron (???) | Marie Charron (???) | Marie Charron (???)     | Marie Charron (???)     |                         |                         | Jean-Baptiste Colbert (1619–1683) | Jean-Baptiste Colbert (1619–1683) | Jean-Baptiste Colbert (1619–1683) | Jean-Baptiste Colbert (1619–1683) | Jean-Baptiste Colbert (1619–1683) | Jean-Baptiste Colbert (1619–1683) |  |  |  |  |  |  |  |  |
|  |  |  |  |  |  | Michel IV (1667–1747) | Michel IV (1667–1747) | Michel IV (1667–1747) | Michel IV (1667–1747) | Michel IV (1667–1747)    | Michel IV (1667–1747)    |                          |                          | Scipion-Jérôme (1681–1753) | Scipion-Jérôme (1681–1753) | Scipion-Jérôme (1681–1753) | Scipion-Jérôme (1681–1753) | Scipion-Jérôme (1681–1753) | Scipion-Jérôme (1681–1753) |                        |                        | Claude-Michel (1683–1748) | Claude-Michel (1683–1748) | Claude-Michel (1683–1748)   | Claude-Michel (1683–1748) | Claude-Michel (1683–1748) | Claude-Michel (1683–1748) |                        |                        |                     |                     |  |  |                      |                      |                      |                      |                      |                      |  |  |             |             |             |             | Marie Charron (???) | Marie Charron (???) | Marie Charron (???) | Marie Charron (???) | Marie Charron (???)     | Marie Charron (???)     |                         |                         | Jean-Baptiste Colbert (1619–1683) | Jean-Baptiste Colbert (1619–1683) | Jean-Baptiste Colbert (1619–1683) | Jean-Baptiste Colbert (1619–1683) | Jean-Baptiste Colbert (1619–1683) | Jean-Baptiste Colbert (1619–1683) |  |  |  |  |  |  |  |  |
|  |  |  |  |  |  |                       |                       |                       |                       |                          |                          |                          |                          |                            |                            |                            |                            |                            |                            |                        |                        |                           |                           |                             |                           |                           |                           |                        |                        |                     |                     |  |  |                      |                      |                      |                      |                      |                      |  |  |             |             |             |             |                     |                     |                     |                     |                         |                         |                         |                         |                                   |                                   |                                   |                                   |                                   |                                   |  |  |  |  |  |  |  |  |
|  |  |  |  |  |  |                       |                       |                       |                       |                          |                          |                          |                          |                            |                            |                            |                            |                            |                            |                        |                        |                           |                           |                             |                           |                           |                           |                        |                        |                     |                     |  |  |                      |                      |                      |                      |                      |                      |  |  |             |             |             |             |                     |                     |                     |                     | famille Colbert         |                         |                         |                         |                                   |                                   |                                   |                                   |                                   |                                   |  |  |  |  |  |  |  |  |

## Armes
La famille Bégon porte « d’azur au chevron, accompagné en chef de deux roses et en pointe d’un lion, le tout d'or ».
Une variante existe, avec « le chevron d’argent ».

Blason originel.
Alias.